# Hrušov
Hrušov este o arie protejată (arie specială de conservare — SAC, sit de importanță comunitară — SCI) din Slovacia întinsă pe o suprafață de 494,85 ha, integral pe uscat.

## Localizare
Centrul sitului Hrušov este situat la coordonatele 48°03′29″N 17°12′00″E / 48.058056°N 17.2°E.

## Înființare
Situl Hrušov a fost declarat sit de importanță comunitară în aprilie 2004 pentru a proteja 14 specii de animale. Situl a fost protejat și ca arie specială de conservare în martie 2004.

## Biodiversitate
Situată în ecoregiunea panonică, aria protejată conține 1 habitat natural: Lacuri eutrofice naturale cu vegetație de tip Magnopotamion sau Hydrocharition.
La baza desemnării sitului se află mai multe specii protejate:
- amfibieni (1): buhai de baltă cu burta roșie (Bombina bombina)
- mamifere (2): castor (Castor fiber), Microtus oeconomus mehelyi
- nevertebrate (1): rădașcă (Lucanus cervus)
- pești (10): avat (Aspius aspius), Gymnocephalus baloni, răspăr (Gymnocephalus schraetzer), săbiță (Pelecus cultratus), boarță (Rhodeus sericeus amarus), Romanogobio albipinnatus, porcușor de nisip (Romanogobio kesslerii), Rutilus pigus, dunăriță (Sabanejewia aurata), fusar (Zingel streber)

Pe lângă speciile protejate, pe teritoriul sitului au mai fost identificate 3 specii de amfibieni, 1 specie de reptile.